# Принц Ендру, војвода од Јорка
Принц Ендру, војвода од Јорка, (енгл. Prince Andrew, Duke of York), пуним именом Ендру Алберт Кристијан Едвард (енгл. Andrew Albert Christian Edward), је други од тројице синова краљице Елизабете II и њеног супруга принца Филипа.

## Биографија
Ендру, војвода од Јорка је рођен 19. фебруара 1960, у Бакингемској палати, у Лондону. За разлику од своје браће он није студирао на универзитету, него се посветио војној каријери. За време Фолкландског рата, принц се налазио на броду морнарице као копилот. Наставио је војну каријеру и након рата.
Дана 23. јула 1986, се у Вестминстерској опатији, оженио Саром Фергусон коју је познавао од детињства. Са њом има две ћерке: Беатрис (1988) и Евгенију (1990). Најбољи односи између супружника су били током осамдесетих. Касније због честе принчеве одсутности за време служења у морнарици, брак је почео да се распада. Њих двоје су се развели 30. маја 1996. али су остали у пријатељским односима и деле старатељство над њиховим ћеркама.
Од јануара 2022, Ендру је тужени у тужби због сексуалног напада којa је поднета у држави Њујорк . Ендру је такође особа од интереса за кривичну истрагу о Епштајновим пословима; Америчке власти поднеле су захтев за узајамну правну помоћ Великој Британији да га званично испитају. Дана 13. јануара 2022, његова војна припадност и краљевска добротворна покровитељства враћена су краљици и најављено је да ће бранити тужбу као „приватни грађанин“.

## Породично стабло
|  |                                |  |  |  |  |  |  |  |  |  |  |  |  |  |  |  |
|  | 2. Филип, војвода од Единбурга |  |  |  |  |  |  |  |  |  |  |  |  |  |  |  |
|  |                                |  |  |  |  |  |  |  |  |  |  |  |  |  |  |  |
|  |                                |  |  |  |  |  |  |  |  |  |  |  |  |  |  |  |
|  | 1. Ендру, војвода од Јорка     |  |  |  |  |  |  |  |  |  |  |  |  |  |  |  |
|  |                                |  |  |  |  |  |  |  |  |  |  |  |  |  |  |  |
|  |                                |  |  |  |  |  |  |  |  |  |  |  |  |  |  |  |
|  | 3. Елизабета II                |  |  |  |  |  |  |  |  |  |  |  |  |  |  |  |
|  |                                |  |  |  |  |  |  |  |  |  |  |  |  |  |  |  |
|  |                                |  |  |  |  |  |  |  |  |  |  |  |  |  |  |  |

## Породица

### Супружник
| име                       | слика | датум рођења      |
| ------------------------- | ----- | ----------------- |
| Сара, војвоткиња од Јорка |       | 15. октобар 1959. |

- брак разведен 1996.

### Деца
| име               | слика | датум рођења    | супружник |
| ----------------- | ----- | --------------- | --------- |
| Беатрис од Јорка  |       | 8. август 1988. | удата     |
| Евгенија од Јорка |       | 23. март 1990.  | удата     |